# Затримай зорі
Затримай зорі (англ. Hold Back the Stars) — науково-фантастичний роман британської письменниці Кеті Хан. Надрукований британським видавництвом Doubleday (Penguin Random House) та американським видавництвом Gallery (Simon & Schuster) у 2017 році.
Роман є історією кохання чоловіка і жінки, що дивляться в очі смерті в калейдоскопі картин життя у (псевдо)утопії.
Незважаючи на романтичний антураж у книзі присутні сцени 18+.

## Сюжет
У минулому для роману часі відбулася ядерна катастрофа. Внаслідок війни між США і Близьким Сходом виграв ЄС, який перетворився на справжню Євроутопію. Територія Європи була поділена на кілька воєводств. Про світ, який не приєднався до Євроутопії майже нічого невідомо, лише кілька разів згадуються біженці та повстанці на території колишньої Америки, перетвореної на дику пустку.
Європа — рай для індивідуалістів. Для того щоб молоді громадяни не відволікалися від гедонізму, засновником утопії та першими активістами було встановлено правило пар — до 35 років громадянам заборонялось утворювати постійні сім'ї. В утопії вважали, що до цього віку особистість ще не склалася і про якісь глибокі почуття, тим більше про народження дітей не може бути й мови. Ще одна особливість системи — так звані Ротації. Щоб занадто не прив'язуватися до одного й того ж кола близьких і друзів, були впроваджені постійні переміщення на нове місце проживання через кілька років; у кожного громадянина свій план-графік та маршрут Ротації. У пунктах прибуття (воєводство з відповідним номером) існують так звані «мовні лабораторії» — місця, де вивчається мова місцевого населення; достатньо знати 5 мов, щоб зрозуміти 75% землян.
Начебто ідеальна система Ротацій та правило пар були поставлені під сумнів двома молодими та незгодними. Безнадійна пропозиція, яка була винесена на суд старійшин, очевидно, обернулася вельми масштабними суспільними змінами, які, проте, залишилися вже за дужками роману.
…Навколо Землі обертається кільце астероїдів. Щоб знайти шлях через кільце для космічних польотів на орбіту Землі було відправлено космічний корабель. Макс і Керіс, порушники суспільних норм, що давно склалися в утопії, зазнають аварії. Закохані опиняються у відкритому космосі, повітря в балонах скафандрів залишилося на півтори години…

## Інше
Роман був фіналістом премії «Romantic Novel Award», та потрапив до короткого списку премії «Brave New Words» британського журналу наукової фантастики «Starburst».
Анонсований вихід кіноадаптації роману студією Lionsgate.

## Переклади
Роман перекладений 21 мовою. Виданий в Україні та перекладений російською мовою Книжковим Клубом «Клуб Сімейного Дозвілля» (лютий 2017 року). Перекладач — Ірина Рябчук.  